# جون آتلي
جون آتلي (بالإنجليزية: John Atlee)‏ هو منافس ألعاب قوى أمريكي، ولد في 30 أكتوبر 1882، وتوفي في 2 أغسطس 1958.

## وصلات خارجية
- جون آتلي على موقع أوليمبيديا (الإنجليزية)